# Basavanahatti, Davanagere
Basavanahatti là một làng thuộc tehsil Davanagere, huyện Davanagere, bang Karnataka, Ấn Độ.